# Comuna Topoli, Troițke
Topoli (în ucraineană Тополі) este o comună în raionul Troițke, regiunea Luhansk, Ucraina, formată din satele Anoșkîne, Jovtneve, Kozarîk, Topoli (reședința) și Vîsoke.

## Demografie
Componența lingvistică a comunei Topoli
     Rusă (90,05%)
     Ucraineană (9,23%)
     Alte limbi (0,08%)
Conform recensământului din 2001, majoritatea populației comunei Topoli era vorbitoare de rusă (90,05%), existând în minoritate și vorbitori de ucraineană (9,23%).